# Tennis cake
 (janvier 2024).
Le tennis cake est un cake composé d'un biscuit amarena, recouvert de pâte d'amande sur laquelle une couche de pâte à sucre représentant un court de tennis est déposée. Son origine remonte à l'époque victorienne lors de laquelle il servait à régaler les enfants tout en les amusant,,,,.

## Ingrédients
Le gâteau est composé de cerises amarena, ananas, abricots secs, amandes, raisins blonds, citron vert, beurre, sucre, farine, levure chimique, poudre d'amande, œufs.